# Boulevard Raspail
Boulevard Raspail (Raspailův bulvár) je bulvár v Paříži. Probíhá zhruba severo-jižním směrem a zasahuje na území 6., 7. a 14. obvodu. Ulice nese jméno francouzského chemika, biologa, léčitele a politika Françoise Vincenta Raspaila (1794–1878).

## Poloha
Ulice, dlouhá téměř 2,4 km, vede od křižovatky s Boulevardem Saint-Germain a Rue du Bac přes čtvrť Montparnasse a končí na náměstí Place Denfert-Rochereau.

## Historie
Část bulváru mezi Rue de Varenne a Rue de Sèvres byla proražena v roce 1869. Od roku 1887 nese své současné označení. V roce 1892 byl bulvár rozšířen v úseku Boulevard Edgar-Quinet a Place Denfert-Rochereau a zahrnoval bývalý Boulevard d'Enfer. V roce 1933 vzniklo na křižovatce Rue du Cherche-Midi a Boulevard Raspail náměstí Place Alphonse-Deville.

## Významné stavby
- Na rohu s Rue de Babylone se nachází luxusní hotel Lutetia, který v roce 1945 sloužil k ubytování repatriantů z koncentračních táborů. Líbanky tu strávili Pablo Picasso a Olga Chochlová (1918) a o rok později zde bydlela československá delegace, která se účastnila versailleské konference.[1]
- Dům č. 54 je sídlem École des hautes études en sciences sociales na místě bývalé věznice Cherche-Midi
- Dům č. 101 je sídlem Alliance française
- Dům č. 116–118 u stanice metra Notre-Dame-des-Champs se nachází socha Alfreda Dreyfuse z roku 1985. Původně byla určena pro nádvoří École militaire, kde byl Dreyfus v roce 1895 degradován, ale nakonec byla v roce 2006 umístěna na Boulevard Raspail.
- Na křižovatce bulvárů Raspail a Montparnasse se nachází socha Honoré de Balzaca vytvořená Rodinem v roce 1939.
- Dům č. 261 je od roku 1994 sídlo Fondation Cartier. Budovu navrhl architekt Jean Nouvel.